# Élections municipales de 2020 à Nice
Pour un article plus général, voir Élections municipales de 2020 dans les Alpes-Maritimes.
Pour les articles homonymes, voir Élections municipales à Nice.
Les élections municipales de 2020 à Nice servent au renouvellement du conseil municipal et du conseil métropolitain de Nice Cote d'Azur. 
Le premier tour a lieu le 15 mars 2020. Le second tour, initialement prévu le 22 mars 2020, est reporté au 28 juin 2020, en raison de la pandémie de Covid-19 en France.

## Mode de scrutin
Le mode de scrutin à Nice est celui des villes de plus de 1 000 habitants : la liste arrivée en tête obtient la moitié des 69 sièges du conseil municipal. Le reste est réparti à la proportionnelle entre toutes les listes ayant obtenu au moins 5 % des suffrages exprimés. Un deuxième tour est organisé si aucune liste n'atteint la majorité absolue et au moins 25 % des inscrits au premier tour. Seules les listes ayant obtenu aux moins 10 % des suffrages exprimés peuvent s'y présenter. Les listes ayant obtenu au moins 5 % des suffrages exprimés peuvent fusionner avec une liste présente au second tour.

## Contexte
| Tête de liste            | Tête de liste           | Liste          | Premier tour | Premier tour | Second tour | Second tour | Sièges | Sièges |
| Tête de liste            | Tête de liste           | Liste          | Voix         | %            | Voix        | %           | CM     | CC     |
| ------------------------ | ----------------------- | -------------- | ------------ | ------------ | ----------- | ----------- | ------ | ------ |
|                          | Christian Estrosi *     | UMP-UDI        | 51 653       | 44,98        | 54 573      | 48,61       | 52     | 49     |
|                          | Marie-Christine Arnautu | FN             | 17 910       | 15,59        | 23 691      | 21,10       | 7      | 7      |
|                          | Patrick Allemand        | PS-EÉLV-MRC    | 17 514       | 15,25        | 20 033      | 17,84       | 6      | 5      |
|                          | Olivier Bettati         | DVD            | 11 632       | 10,12        | 13 947      | 12,42       | 4      | 4      |
|                          | Robert Injey            | PCF-PG         | 6 178        | 5,38         |             |             |        |        |
|                          | Philippe Vardon         | NR             | 5 095        | 4,43         |             |             |        |        |
|                          | Jacques Peyrat          | DVD            | 4 239        | 3,69         |             |             |        |        |
|                          | Michel Cotta            | EXD            | 610          | 0,53         |             |             |        |        |
|                          |                         |                |              |              |             |             |        |        |
| Inscrits                 | Inscrits                | Inscrits       | 218 184      | 100,00       | 218 513     | 100,00      |        |        |
| Abstentions              | Abstentions             | Abstentions    | 99 973       | 45,82        | 101 819     | 46,60       |        |        |
| Votants                  | Votants                 | Votants        | 118 211      | 54,18        | 116 694     | 53,40       |        |        |
| Blancs et nuls           | Blancs et nuls          | Blancs et nuls | 3 380        | 2,86         | 4 450       | 3,81        |        |        |
| Exprimés                 | Exprimés                | Exprimés       | 114 831      | 97,14        | 112 244     | 96,19       |        |        |
| * Liste du maire sortant |                         |                |              |              |             |             |        |        |

### Conseil municipal sortant
| Groupe | Groupe                    | Composition      | Effectif | Statut     |
| ------ | ------------------------- | ---------------- | -------- | ---------- |
|        | Nice ensemble             | LR et apparentés | 53       | majorité   |
|        | Un autre avenir pour Nice | PS               | 3        | opposition |
|        | CNIP-Divers droite        | DVD              | 3        | opposition |
|        | Divers droite Républicain | DVD              | 2        | opposition |
|        | Europe Écologie Les Verts | EÉLV             | 2        | opposition |
|        | Radical et divers gauche  | DVG              | 2        | opposition |
|        | Rassemblement national    | RN               | 1        | opposition |
|        | Non-inscrits              | DVD              | 2        | opposition |
|        | Non-inscrits              | DVD              | 1        | neutre     |

### Contexte électoral
| Scrutin             | Circ.               | 1er tour | 1er tour | 1er tour | 1er tour | 1er tour | 1er tour | 1er tour | 1er tour | 1er tour | 1er tour | 1er tour | 1er tour | 2d tour     | 2d tour     | 2d tour     | 2d tour     | 2d tour     | 2d tour     | 2d tour            | 2d tour            | 2d tour            | 2d tour            | 2d tour            | 2d tour            |             |
| Scrutin             | Circ.               | 1er      | 1er      | %        | 2e       | 2e       | %        | 3e       | 3e       | %        | 4e       | 4e       | %        | 1er         | 1er         | %           | 2e          | 2e          | %           | 3e                 | 3e                 | %                  | 4e                 | 4e                 | %                  |             |
| ------------------- | ------------------- | -------- | -------- | -------- | -------- | -------- | -------- | -------- | -------- | -------- | -------- | -------- | -------- | ----------- | ----------- | ----------- | ----------- | ----------- | ----------- | ------------------ | ------------------ | ------------------ | ------------------ | ------------------ | ------------------ | ----------- |
| Municipales 2014    | Municipales 2014    |          | UMP      | 44,98    |          | FN       | 15,59    |          | PS       | 15,25    |          | DVD      | 10,12    |             | UMP         | 48,61       |             | FN          | 21,10       |                    | PS                 | 17,84              |                    | DVD                | 12,42              |             |
| Européennes 2014    | Européennes 2014    |          | FN       | 32,01    |          | UMP      | 27,18    |          | PS       | 11,11    |          | MODEM    | 7,09     | tour unique | tour unique | tour unique | tour unique | tour unique | tour unique | tour unique        | tour unique        | tour unique        | tour unique        | tour unique        | tour unique        | tour unique |
| Régionales 2015     | Régionales 2015     |          | LR       | 42,03    |          | FN       | 33,98    |          | PS       | 13,31    |          | EÉLV     | 4,31     |             | LR          | 63,91       |             | FN          | 36,09       | pas de 3e ni de 4e | pas de 3e ni de 4e | pas de 3e ni de 4e | pas de 3e ni de 4e | pas de 3e ni de 4e | pas de 3e ni de 4e |             |
| Présidentielle 2017 | Présidentielle 2017 |          | LR       | 26,09    |          | FN       | 25,28    |          | EM       | 20,52    |          | LFI      | 17,34    |             | EM          | 60,14       |             | FN          | 39,86       | pas de 3e ni de 4e | pas de 3e ni de 4e | pas de 3e ni de 4e | pas de 3e ni de 4e | pas de 3e ni de 4e | pas de 3e ni de 4e |             |
| Législatives 2017   | 1re                 |          | LR       | 35,00    |          | LREM     | 32,35    |          | FN       | 12,49    |          | LFI      | 10,57    |             | LR          | 56,21       |             | LREM        | 43,79       | pas de 3e ni de 4e | pas de 3e ni de 4e | pas de 3e ni de 4e | pas de 3e ni de 4e | pas de 3e ni de 4e | pas de 3e ni de 4e |             |
| Législatives 2017   | 3e                  |          | LREM     | 31,91    |          | FN       | 21,25    |          | UDI      | 20,50    |          | LFI      | 11,18    |             | LREM        | 60,84       |             | FN          | 39,16       | pas de 3e ni de 4e | pas de 3e ni de 4e | pas de 3e ni de 4e | pas de 3e ni de 4e | pas de 3e ni de 4e | pas de 3e ni de 4e |             |
| Européennes 2019    | Européennes 2019    |          | RN       | 28,18    |          | LREM     | 21,83    |          | EÉLV     | 11,87    |          | LR       | 11,70    | tour unique | tour unique | tour unique | tour unique | tour unique | tour unique | tour unique        | tour unique        | tour unique        | tour unique        | tour unique        | tour unique        | tour unique |

## Candidatures déclarées
| Liste | Liste                                                    | Partis            | Tête de liste         | Nuance | Ordre |
| ----- | -------------------------------------------------------- | ----------------- | --------------------- | ------ | ----- |
|       | Nice pour tous                                           | CNIP-DLF          | Benoît Kandel         | DVD    | 1     |
|       | Tous pour Nice                                           | UPR               | Valery Sohm           | DIV    | 2     |
|       | Christian Estrosi                                        | LR                | Christian Estrosi     | DVD    | 3     |
|       | Nice au cœur                                             | PS-UDE            | Patrick Allemand      | SOC    | 4     |
|       | Retrouver Nice                                           | RN                | Philippe Vardon       | RN     | 5     |
|       | Nice écologique, soutenue par EELV et l'AEI              | AEI-EÉLV-GE-Cap21 | Jean-Marc Governatori | ECO    | 6     |
|       | VIVA ! Démocratie, Écologie, Solidarité                  | LFI-PCF-G·s-OPN   | Mireille Damiano      | DVG    | 7     |
|       | Lutte ouvrière - Faire entendre le camp des travailleurs | LO                | Estelle Jaquet        | EXG    | 8     |

- Christian Estrosi (LR), sera très probablement candidat à sa réélection.  Jusqu'au 14 novembre 2019, il faisait face au député Éric Ciotti qui a renoncé à la candidature[5]. Il confirme sa candidature le 12 janvier pour briguer un troisième mandat[6].

- Philippe Vardon (RN), est investi en juin 2019. Il était déjà candidat et tête de liste aux élections municipales de 2014 et de 2008 pour le parti identitaire Nissa Rebela[7].

- Cédric Roussel (LREM), se porte candidat en juin 2019 et confirme sa candidature le 3 octobre 2019 dans un entretien à Nice-Matin. Il est élu dans la troisième circonscription, entièrement à Nice, en juin 2018[8]. Le 31 janvier 2020, il renonce à être candidat en critiquant le fait que le parti «ne s’est toujours pas prononcé sur Nice et dans le même temps, le maire sortant clame haut et fort rejeter le soutien et les valeurs que pourrait lui apporter notre mouvement». Avec le retrait de Joëlle Martinaux la veille, il n'y a plus de candidat pour le parti présidentiel[9].

- Joëlle Martinaux (LREM), se porte candidate en juillet 2019[10] et confirme être candidate à l'investiture de LREM le 14 novembre 2019[11]. Le 30 janvier 2020 elle renonce à être candidate et « tend la main à Christian Estrosi »[12].

- Benjamin Michaud (UPR), est investi en octobre 2019[13]. En janvier 2020, il est remplacé par Valéry Sohm[14].

- Patrick Allemand (PS), est désigné candidat du Parti socialiste le 16 novembre 2019[15].

- Une liste écologique commune est possible entre Génération écologie, Cap21, Europe Écologie Les Verts et l'Alliance écologiste indépendante. Avec comme tête de liste Jean-Marc Governatori et Juliette Chesnel[16].

- Jean-Marc Chipot est candidat pour Debout la France et est soutenu par Nicolas Dupont-Aignan[17]. Il rejoint Benoît Kandel en février 2020[18].

- Benjamin Michaud (UPR), est investi en octobre 2019[13].

- Mireille Damiano, avocate membre Syndicat des avocats de France, conduira une liste de gauche nommée « Viva!: démocratie, écologie, solidarité » avec le soutien de La France insoumise, du Parti communiste français, de Génération.s, d'Ensemble ![19] et d'Occitanie País Nòstre (ex-Bastir !)[20].

- Ancien premier adjoint de Christian Estrosi et figure de la droite conservatrice à Nice, le colonel Benoît Kandel annonce sa candidature début janvier 2020[21].

- Lors d'une conférence de presse donnée le mardi 28 janvier 2020, le Parti animaliste et le Mouvement hommes animaux nature officialisent leur liste commune. Elle sera emmenée par Isabelle Di Mascio (Parti animaliste) et Christian Razeau (MHAN)[22]. Le Parti animaliste renonce cependant à sa participation fin février[23] ; le MHAN rejoint alors Nice écologique[24].

## Sondages

### Premier tour
| Sondeur | Date                  | Panel | LFI         | PCF           | PS-UDE          | AEI-EÉLV        | LREM    | LR      | LR     | CNIP       | DLF        | RN     | UPR  | Autres |
| Sondeur | Date                  | Panel | Damiano     | Injey         | Allemand        | Governatori     | Roussel | Estrosi | Ciotti | Kandel     | Chipot     | Vardon | Sohm | Autres |
| ------- | --------------------- | ----- | ----------- | ------------- | --------------- | --------------- | ------- | ------- | ------ | ---------- | ---------- | ------ | ---- | ------ |
| Sondeur | Date                  | Panel |             |               |                 |                 |         |         |        |            |            |        |      |        |
| Ifop    | 15 au 19 février 2020 | 605   | 8 (Damiano) | 8 (Damiano)   | 6               | 14              | —       | 49      | —      | 6 (Kandel) | 6 (Kandel) | 13     | 1,5  | 2,5    |
| Ifop    | 3 au 7 février 2020   | 600   | 7 (Damiano) | 7 (Damiano)   | 7               | 13              | —       | 50      | —      | 5          | 1          | 15     | —    | 2      |
| Ifop    | 2 au 5 décembre 2019  | 602   | 6 (Damiano) | 6 (Damiano)   | 7               | 12              | 4       | 51      | —      | —          | 2          | 17     | 1    | —      |
| Ifop    | 2 au 5 décembre 2019  | 602   | 6 (Damiano) | 6 (Damiano)   | 7               | 13              | 2       | 49      | —      | —          | 1          | 19     | 2    | 1      |
| Ipsos   | 10 au 14 octobre 2019 | 601   | 4           | 17 (Allemand) | 17 (Allemand)   | 17 (Allemand)   | 2       | 30      | 24     | —          | —          | 14     | —    | —      |
| Ipsos   | 10 au 14 octobre 2019 | 601   | 4           | 16 (Allemand) | 16 (Allemand)   | 16 (Allemand)   | 4       | 38      | 24     | —          | —          | 14     | —    | —      |
| Ipsos   | 10 au 14 octobre 2019 | 601   | 4           | 18 (Allemand) | 18 (Allemand)   | 18 (Allemand)   | 6       | 51      | —      | —          | —          | 21     | —    |        |
| Ifop    | 3 au 5 avril 2019     | 602   | 6           | 2             | 17 (Allemand)   | 17 (Allemand)   | 6       | 51      | —      | —          | —          | 17     | —    | 1      |
| Ifop    | 3 au 5 avril 2019     | 602   | 4           | 2             | 15 (Allemand)   | 15 (Allemand)   | 5       | 35      | 27     | —          | —          | 12     | —    | —      |
| Ifop    | 3 au 5 avril 2019     | 602   | 4           | 2             | 16 (Allemand)   | 16 (Allemand)   | —       | 37      | 29     | —          | —          | 11     | —    | 1      |
| Ifop    | 3 au 5 avril 2019     | 602   | 8           | 2             | 18 (Allemand)   | 18 (Allemand)   | 13      | —       | 44     | —          | —          | 14     | —    | 1      |
| Ifop    | 3 au 5 avril 2019     | 602   | 6           | 2             | 15 (Allemand)   | 15 (Allemand)   | 6       | 47      | —      | 6          | —          | 17     | —    | 1      |
| Elabe   | 18 au 23 mars 2019    | 709   | 4,5         | 2,5           | 16,5 (Allemand) | 16,5 (Allemand) | 10      | 29,5    | 28     | —          | —          | 16,5   | —    | —      |
| Elabe   | 18 au 23 mars 2019    | 709   | 4,5         | 2             | 16,5 (Allemand) | 16,5 (Allemand) | —       | 32      | 29     | —          | —          | 16     | —    | —      |
| Elabe   | 18 au 23 mars 2019    | 709   | 4,5         | 2             | 15,5 (Allemand) | 15,5 (Allemand) | 6       | 26,5    | 27,5   | 3,5        | —          | 14,5   | —    | —      |
| Elabe   | 18 au 23 mars 2019    | 709   | 4,5         | 2             | 16 (Allemand)   | 16 (Allemand)   | —       | 31      | 27     | 3          | —          | 16,5   | —    | —      |

### Second tour
| Sondeur | Date                  | Panel | AEI-EÉLV-PS | AEI-EÉLV-PS | LR      | LR     | RN     |
| Sondeur | Date                  | Panel | Governatori | Allemand    | Estrosi | Ciotti | Vardon |
| ------- | --------------------- | ----- | ----------- | ----------- | ------- | ------ | ------ |
| Sondeur | Date                  | Panel |             |             |         |        |        |
| Ifop    | 15 au 19 février 2020 | 605   | 33          | —           | 67      | —      | —      |
| —       | —                     | 83    | —           | 17          |         |        |        |
| 23      | —                     | 59    | —           | 18          |         |        |        |
| Ifop    | 3 au 7 février 2020   | 600   | 23          | —           | 60      | —      | 17     |
| Ifop    | 3 au 5 avril 2019     | 602   | —           | 24          | 57      | —      | 19     |
| —       | 19                    | 39    | 30          | 12          |         |        |        |

## Résultats
|                                                                                               |                          |                          |              |              |             |             |        |        |  |
| Tête de liste                                                                                 | Tête de liste            | Liste                    | Premier tour | Premier tour | Second tour | Second tour | Sièges | Sièges |  |
| Tête de liste                                                                                 | Tête de liste            | Liste                    | Voix         | %            | Voix        | %           | CM     | MNCA   |  |
|                                                                                               | Christian Estrosi        | LR-MR-MoDem-LC           | 28 326       | 47,62        | 34 039      | 59,30       | 56     | 52     |  |
| Christian Estrosi                                                                             |                          |                          | 28 326       | 47,62        | 34 039      | 59,30       | 56     | 52     |  |
|                                                                                               | Philippe Vardon          | RN-LDP                   | 9 931        | 16,69        | 12 279      | 21,39       | 7      | 7      |  |
| Retrouver Nice                                                                                |                          |                          | 9 931        | 16,69        | 12 279      | 21,39       | 7      | 7      |  |
|                                                                                               | Jean-Marc Governatori    | AEI-EÉLV-GE-Cap21        | 6 723        | 11,30        | 11 078      | 19,30       | 6      | 6      |  |
| Nice écologique, soutenue par Europe Écologie Les Verts et l'Alliance écologiste indépendante |                          |                          | 6 723        | 11,30        | 11 078      | 19,30       | 6      | 6      |  |
|                                                                                               | Mireille Damiano         | LFI-PCF-G·s-OPN          | 5 297        | 8,90         |             |             | 0      | 0      |  |
| VIVA ! Démocratie, Écologie, Solidarité                                                       |                          |                          | 5 297        | 8,90         |             |             | 0      | 0      |  |
|                                                                                               | Benoît Kandel            | CNIP-DLF                 | 4 347        | 7,30         | 0           | 0           |        |        |  |
| Nice pour tous                                                                                |                          |                          | 4 347        | 7,30         | 0           | 0           |        |        |  |
|                                                                                               | Patrick Allemand         | PS-UDE                   | 3 908        | 6,57         | 0           | 0           |        |        |  |
| Nice au cœur                                                                                  |                          |                          | 3 908        | 6,57         | 0           | 0           |        |        |  |
|                                                                                               | Valery Sohm              | UPR                      | 546          | 0,91         | 0           | 0           |        |        |  |
| Tous pour Nice                                                                                |                          |                          | 546          | 0,91         | 0           | 0           |        |        |  |
|                                                                                               | Estelle Jaquet           | LO                       | 394          | 0,66         | 0           | 0           |        |        |  |
| Lutte ouvrière - Faire entendre le camp des travailleurs                                      |                          |                          | 394          | 0,66         | 0           | 0           |        |        |  |
|                                                                                               |                          |                          |              |              |             |             |        |        |  |
| Votes exprimés                                                                                | Votes exprimés           | Votes exprimés           | 59 472       | 96,72        | 57 396      | 95,97       |        |        |  |
| Votes blancs                                                                                  | Votes blancs             | Votes blancs             | 700          | 1,14         | 1 348       | 2,25        |        |        |  |
| Votes nuls                                                                                    | Votes nuls               | Votes nuls               | 1 319        | 2,15         | 1 062       | 1,78        |        |        |  |
| Total                                                                                         | Total                    | Total                    | 61 491       | 100          | 59 806      | 100         | 69     | 65     |  |
| Abstention                                                                                    | Abstention               | Abstention               | 153 987      | 71,46        | 155 708     | 72,25       |        |        |  |
| Inscrits / participation                                                                      | Inscrits / participation | Inscrits / participation | 215 478      | 28,54        | 215 514     | 27,75       |        |        |  |